# ИАР-14
ИАР-14 (рум. IAR-14) је ловачки авион направљен у Румунији. Авион је први пут полетео 1933. године. 

Практична највећа висина током лета је износила 7500 метара а брзина успињања 465 метара у минути. Распон крила авиона је био 11,70 метара, а дужина трупа 7,3 метара. Празан авион је имао масу од 1150 килограма. Нормална полетна маса износила је око 1540 килограма. Био је наоружан са два митраљеза калибра 7,7 милиметара Викерс.

## Наоружање
| Наоружање авиона: ИАР-14       |          |
| Ватрено (стрељачко) наоружање  |          |
| Топ                            |          |
| Митраљез                       |          |
| Број и ознака митраљеза        | 2 Викерс |
| Калибар                        | 7,7      |
| Бомбардерско наоружање (бомбе) |          |
| Ракетно наоружање (ракете)     |          |